# Pfarrhaus (Hendungen)

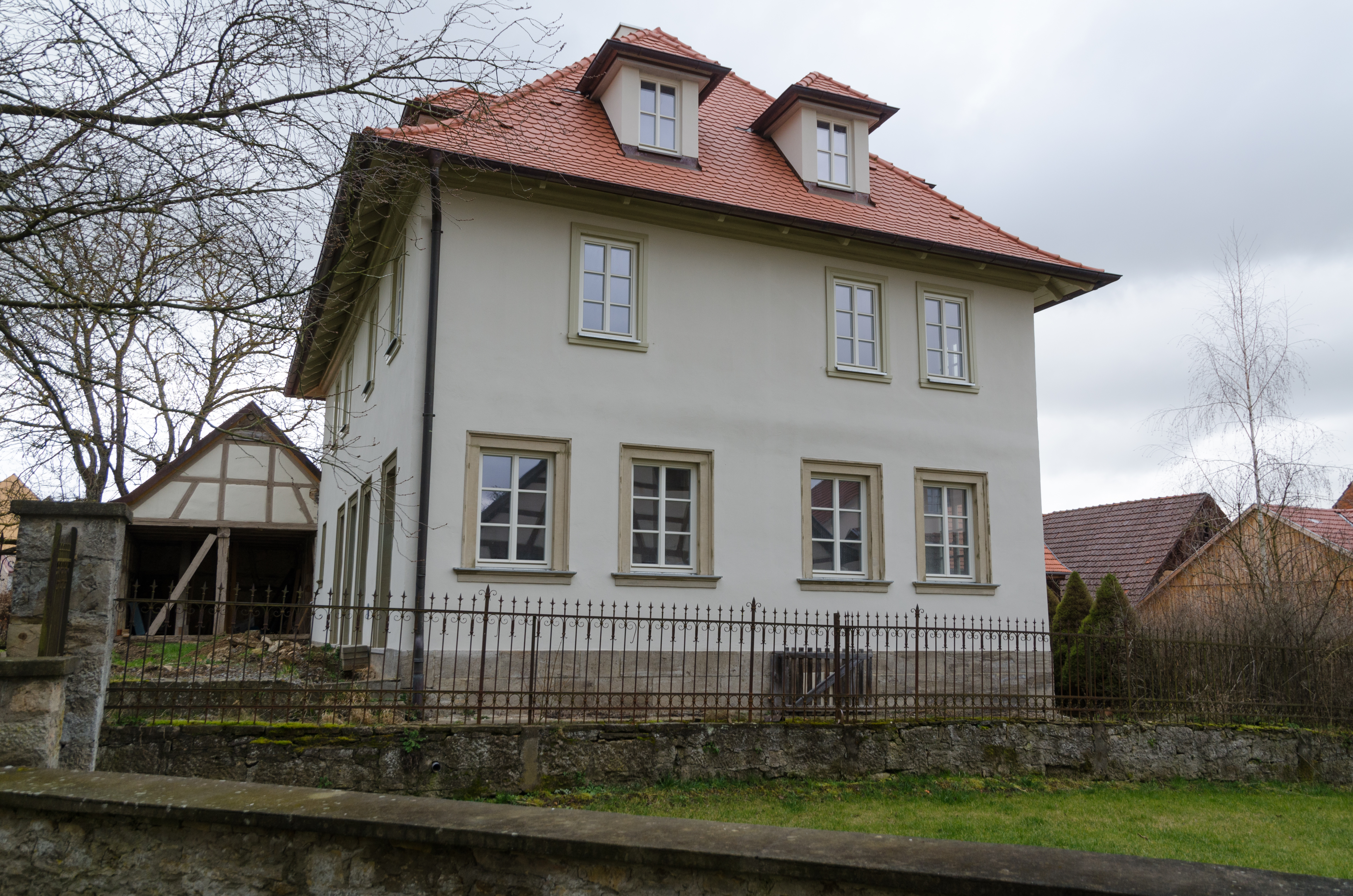
Pfarrhaus in Hendungen

Das Pfarrhaus in Hendungen, einer Gemeinde im unterfränkischen Landkreis Rhön-Grabfeld in Bayern, wurde im Jahr 1746 errichtet. Es wurde als Pfarramt genutzt, befindet sich heute aber in Privatbesitz. Das Haus mit der Adresse Am Kirchplatz 2 ist ein geschütztes Baudenkmal.
Das Gebäude ist ein zweigeschossiger Massivbau auf Sichtsteinsockel mit Walmdach. Es besitzt teilweise bodentiefe Fenster.